# دوبلین جنوبی
دوبلین جنوبی (به لاتین: South Dublin) یک منطقهٔ مسکونی در جمهوری ایرلند است که در لینستر واقع شده‌است. دوبلین جنوبی ۲۲۲٫۷۴ کیلومتر مربع مساحت و ۲۷۸٬۷۴۹ نفر جمعیت دارد.

## خواهرخوانده
شهرهای Rathcoole، کاتوویتسه و منطقه برنت لندن خواهرخوانده‌های دوبلین جنوبی هستند.